# Арабо-американский университет
Арабо-американский университет (араб. الجامعة العربية الأمريكية‎; англ. Arab American University — Jenin, AAUJ) — частный университет в Дженине. Преподавание ведётся на английском языке.

## Об университете
Арабо-американский университет основан в 1997 году. Является коммерческим частным высшим учебным заведением, расположенным на Западном берегу. Кампус университета располагается в пригородной деревне А-Забабдех в 6 километрах южнее Дженина. Имеет также филиал в Рамаллахе.
Официально аккредитован Министерством образования и высшего образования Палестинской Национальной Администрации.
Преподавание началось с 2000 года, в сотрудничестве с Калифорнийским государственным университетом Станислауса (CSU Stanislaus) и Университетом штата Юта (USU) в Логане. CSU одобрил первые учебные планы AAUJ и предоставил необходимый опыт для начала работы университета, USU предоставил преподавателей и администраторов для возможности работы университета в первые два года.
По состоянию на 2018 год, университет занимает 6062 место в мировом рейтинге университетов и 7 среди палестинских ВУЗов.
По сообщениям израильских СМИ, примерно половину студентов составляют израильские арабы, в основном из Назарета и Галилеи. По данным на 2018 год, израильтяне составляют 5294 студента из общего числа в 8374. При этом университет не признан Управлением высшего образования Израиля и не сотрудничает с израильскими ВУЗами.
В марте 2015 года американский консул в Иерусалиме приняла президента университета доктора Рами Махмуда абу-Мувайса, в связи с занесением профессора биологии университета, доктора Ролы Джадаллах в «Зал славы женщин в науке».
В марте 2016 года в утренние часы на территорию кампуса университета в Дженине были введены подразделения Армии Обороны Израиля, для изъятия антиизраильских и подстрекательских материалов и документов. Ввод войск был осуждён Глобальной коалицией по защите образования от нападения (GCPEA). Повторно израильские военные вводились на территорию университета в сентябре 2016 года.
Университет известен своим крайним экстремизмом по отношению к государству Израиль, что проявляется в предоставлении официальной платформы для проповеди террора и поклонения шахидам.
В феврале 2016 года при атаке американской армии на позиции ИГ в Сирии, погиб выпускник университета, Саид Ибрагим Махмуд Салит, из Дженина.
В январе 2018 года заключил соглашение с университетом А-Наджях о проведении совместной программы по преподаванию в кампусе университета А-Наджях в Наблусе и кампусе AAUJ в Рамаллахе.
В середине января 2018 года в университете произошло нападение на 19-летнюю израильскую студентку, которая была крайне тяжело ранена ножом. Нападение совершил отец студентки по причине так называемого «убийства чести».

## Академические факультеты
Ниже перечислены программы бакалавра и магистра, предлагаемые девятью факультетами университета.
Факультет административных и финансовых наук
- Бухгалтерский учет
- Управление бизнесом
- Финансы и банковское дело
- Управление системами информации
- Маркетинг

Факультет прикладных медицинских наук
- Медицинские технологии
- Общественное экологическое здоровье
- Рентгенография
- Медицина

Гуманитарный факультет
- Арабский язык и средства массовой информации
- Начальное образование
- Английский язык
- Спортивные науки
- Общая педагогика

Факультет стоматологии
- Ортодонтия и педиатрическая стоматология

Факультет информационных технологий и инженерии
- Компьютерные системы
- Географическая информационная система (GIS)
- Информационные технологии
- Сеть и безопасность
- Телекоммуникационные технологии (TCE)
- Мультимедийные технологии (MMT)

Факультет права
- Право
- Фикх и право

Факультет сестринского дела
- Сестринское дело

Факультет точных наук
- Биология и биотехнология
- Промышленная химия
- Математика и статистика
- Физика

Аспирантура
- Магистр делового администрирования
- Магистр компьютерных наук
- Магистр коммерческого права
- Магистр прикладной математики
- Магистр разрешения конфликтов и развития
- Магистр межкультурной коммуникации и литературы
- Магистр медицинских лабораторных наук
- Магистр физики
- Магистр качественного управления
- Магистр стратегического планирования и фандрайзинга
- Высокий диплом в области оральной имплантологии